# دخيل عربي

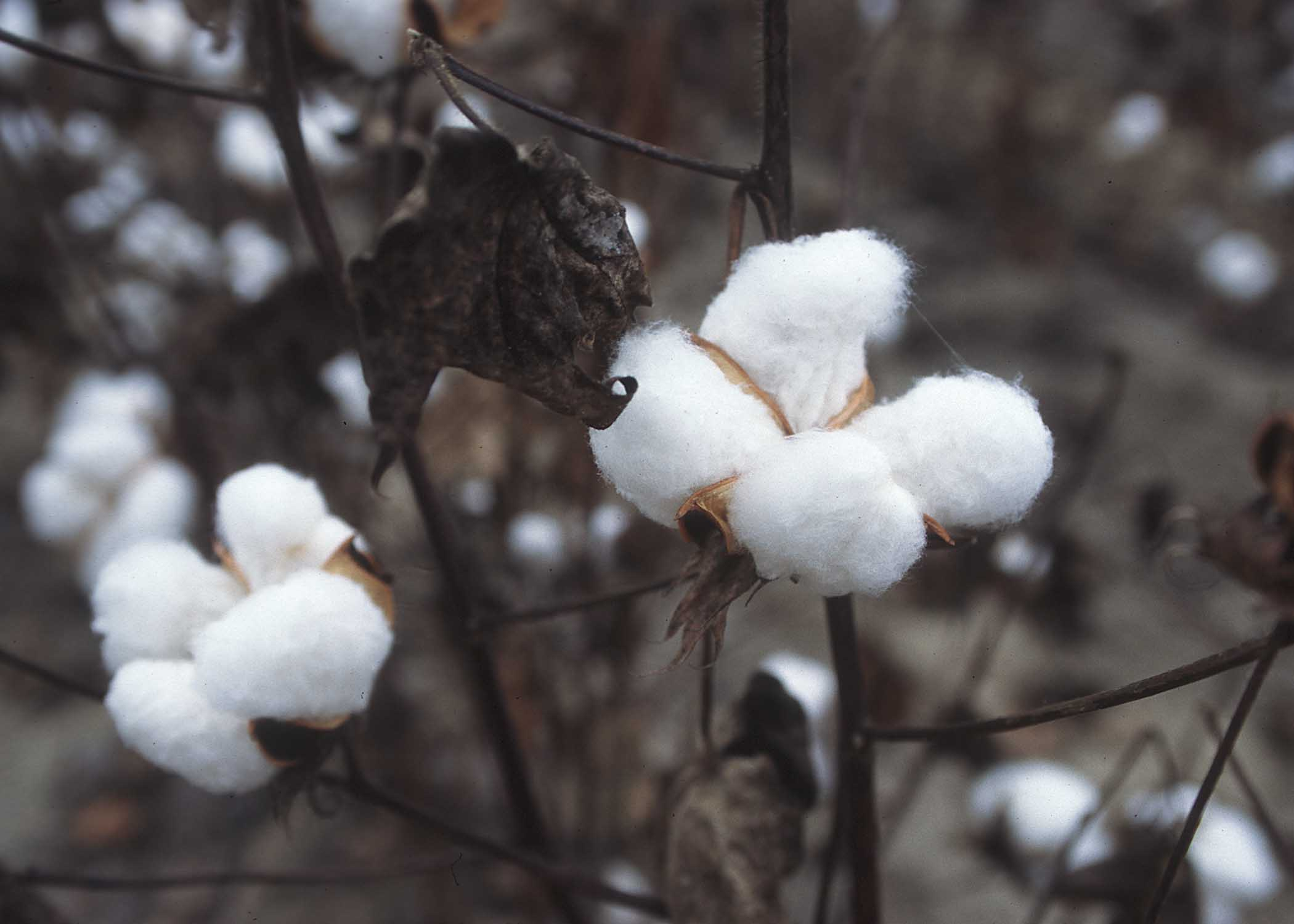
القطن، إحدى المنتوجات التي يُشتق اسمها اللاتيني من العربية.

الدخيل العربي هو كل لفظ دخيل أو معنى أخذته عن العربية اللغات الأخرى.

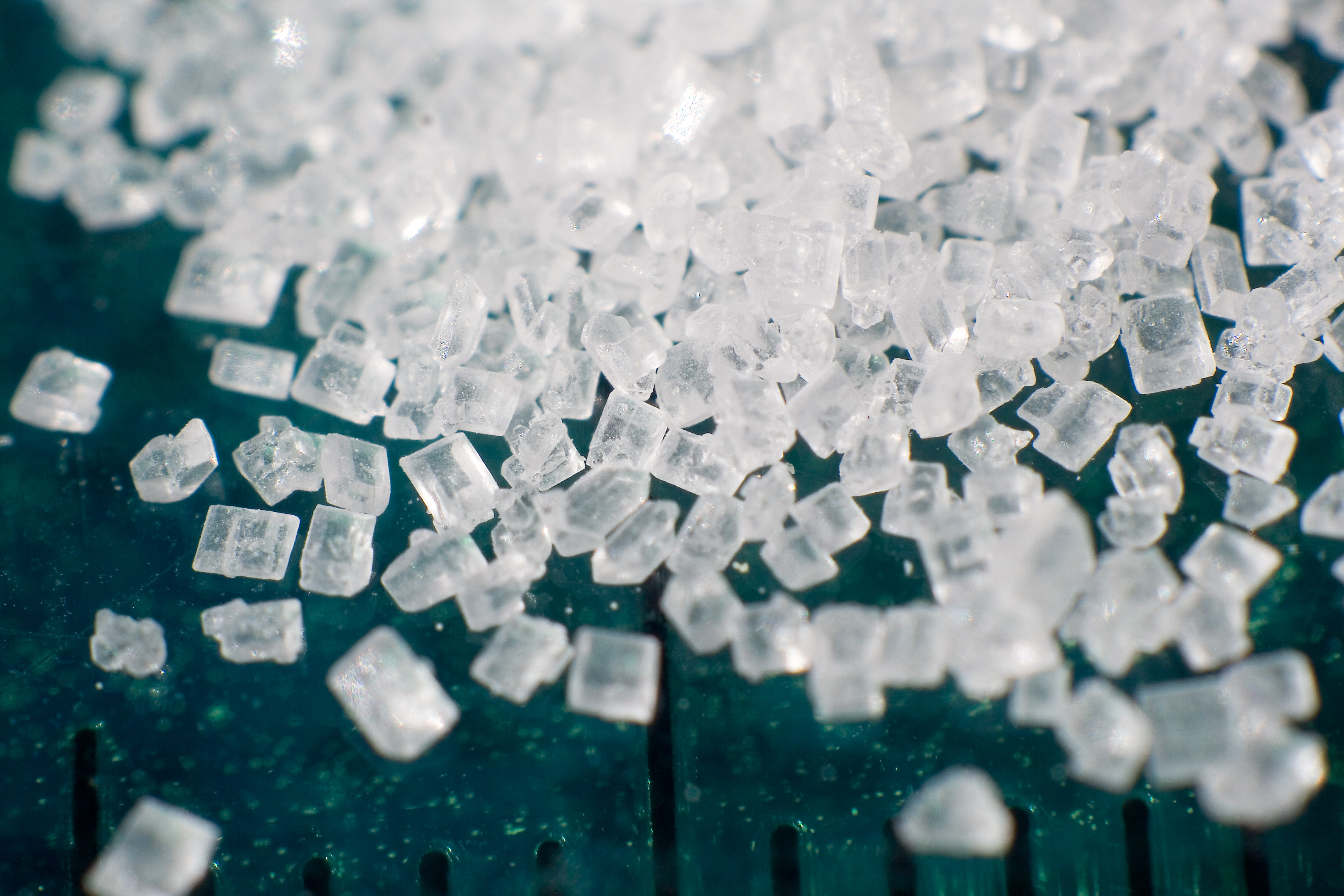
كان السكر أحد المنتوجات الشرقية التي اقتبسها الأوروبيون الصليبيون من العرب وأبقوا على اسمها كما هو.

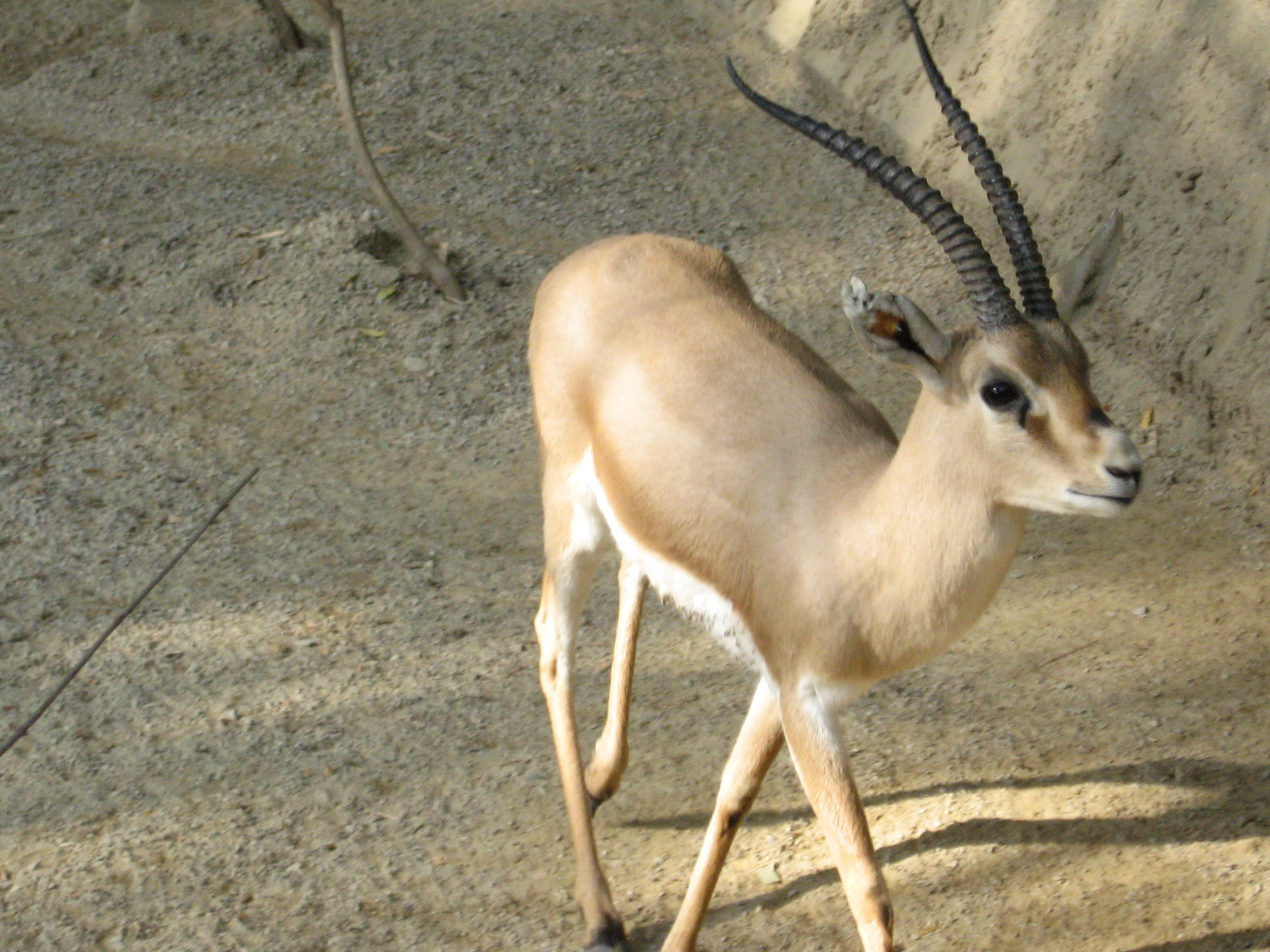
اسم "غزال" هو الاسم الذي استعمله الأوروبيون لوصف هذه الحيوانات، نقلًا عن العرب.

امتد تأثير العربية (مفردات وبُنى لغوية) في الكثير من اللغات الأخرى بسبب قداسة اللغة العربية بالنسبة للمسلمين إضافة إلى عوامل الجوار الجغرافي والتجارة (فيما مضى). هذا التأثير مشابه لتأثير اللغة اللاتينية في بقية اللغات الأوروبية. وهو ملاحظ بشكل واضح في اللغة الفارسية حيث المفردات العلمية معظمها عربية بالإضافة للعديد من المفردات المحكية يوميا (مثل: ليكن== لكن، و، تقريبي، عشق، فقط، باستثناي == باستثناء). اللغات التي للعربية فيها تأثير كبير (أكثر من 30% من المفردات) هي:
الأردية والفارسية والكشميرية والبشتونية والطاجيكية وكافة اللغات التركية والكردية والعبرية والإسبانية والصومالية والسواحيلية والتيغرينية والتجرية والأورومية والفولانية والهوسية والمالطية والبهاسا وديفيهي (المالديف) وغيرها. بعض هذه اللغات ما زالت يستعمل الأبجدية العربية للكتابة ومنها: الأردو والفارسية والكشميرية والبشتونية والطاجيكية والتركستانية الشرقية والكردية والبهاسا (بروناي وآتشيه وجاوة).
دخلت بعض الكلمات العربية في لغات أوروبية كثيرة مثل الألمانية، الإنكليزية، الإسبانية، البرتغالية، والفرنسية، وذلك عن طريق الأندلس والتثاقف طويل الأمد الذي حصل طيلة عهد الحروب الصليبية. ومن الكلمات الأوروبية والتركية ذات الأصل العربي:
| بالإنكليزية  | بالفرنسية | بالإسبانية | بالبرتغالية | بالألمانية | بالتركية      | الأصل العربي    |
| ------------ | --------- | ---------- | ----------- | ---------- | ------------- | --------------- |
| Alchemy      | Alchimie  | Alquimia   | Alquimia    | Alchemie   | Alşimi ,Simya | الكيمياء        |
| Alcohol      | Alcool    | Alcohol    | Álcool      | Alkohole   | Alkol         | الكحول أو الغول |
| Algebra      | Algèbre   | Álgebra    | Álgebra     | Algebra    | Cebir         | الجبر           |
| Sugar        | Sucre     | Azúcar     | Açúcar      | Zucker     | Şeker         | السكر أو "سكر"  |
| Cotton       | Coton     | Algodón    | Algodão     | Baumwolle  | Pamuk(5)      | القطن أو "قطن"  |
| Admiral      | Amiral    | Almirante  | Almirante   | Admiral    | Amiral        | أمير البحر      |
| Lemon        | citron    | limón      | limão       | Zitrone    | limon         | الليمون         |
| Valley ,Wadi | Vallée    | Valle      | Vale        | Valley     | Vadi          | الوادي          |
| Coffee       | Café      | Café       | Café        | Kaffee     | Kahve         | قهوة            |
| Gazelle      | Gazelle   | Gacela     | Gazela      | Gazelle    | Ceylan(5)     | غزال            |